# Wadokai Karatedo Shingitai Italia

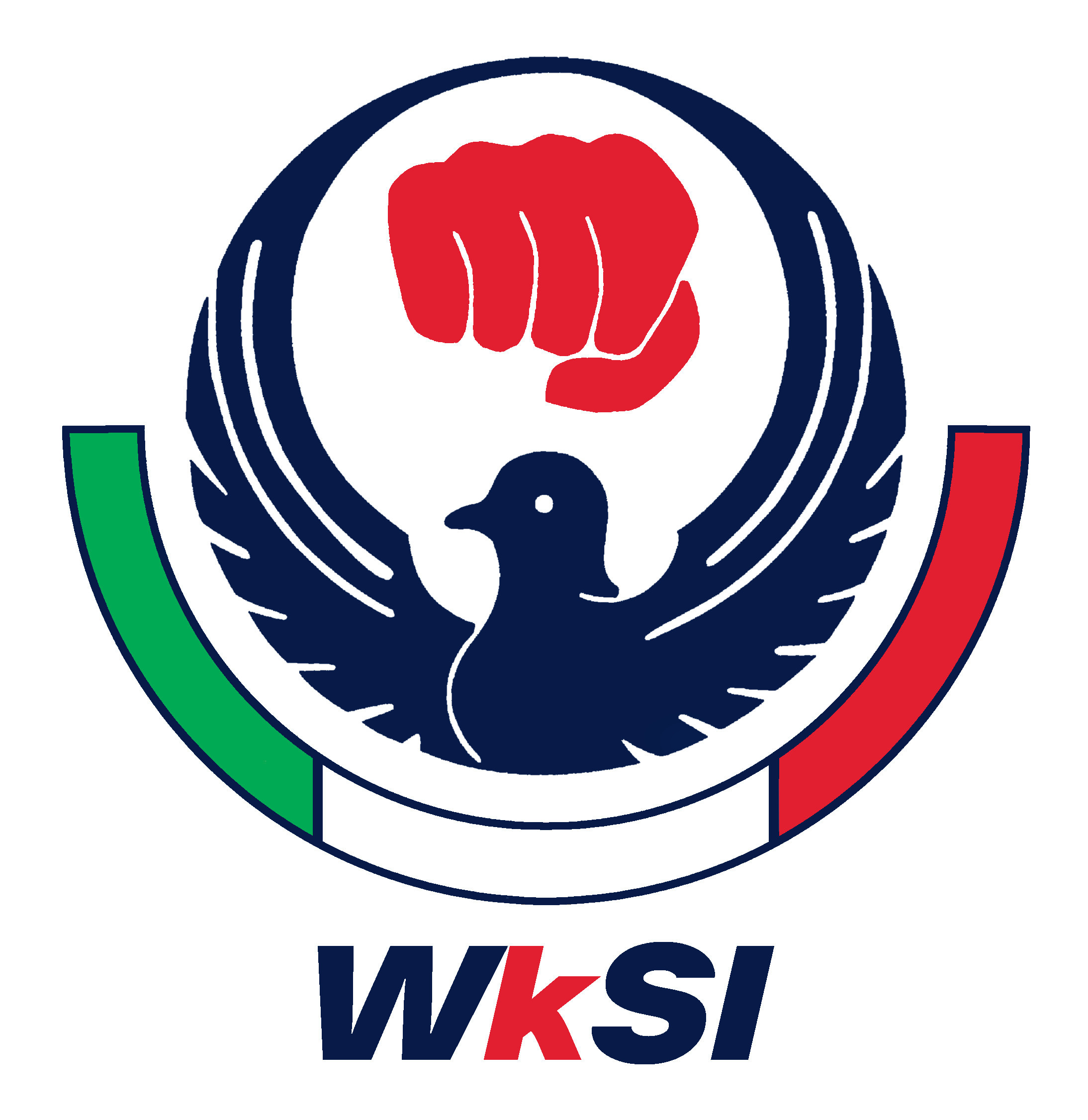
Logo internazionale della WKSI

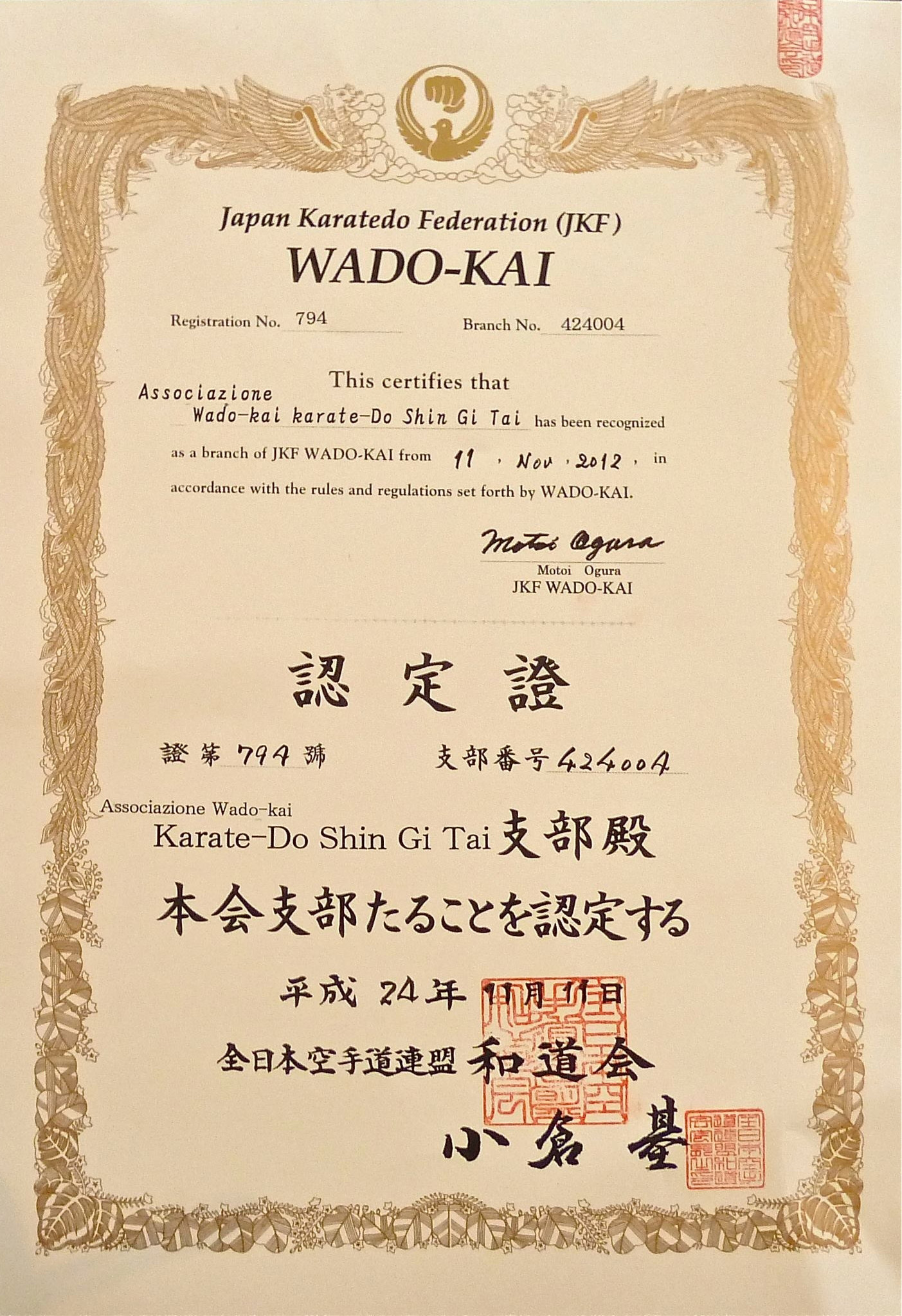
Certificato della Japan Karatedo Federation Wadokai in cui si riconosce la WKSI come distaccamento (branch) internazionale.

La Wadokai Karatedo Shingitai Italia (WKSI), conosciuta anche come Wadokai Shingitai (和道会心技体), è un'organizzazione sportiva che si occupa dello studio, della preservazione e della promozione del Karate tradizionale Wado-ryu seguendo i principî del Budō e dell’inclusione sociale. Oltre a essere iscritta al registro del CONI e convenzionata con l’Ente di Promozione Sportiva CSEN, è anche un’Associazione di Promozione Sociale riconosciuta nel Registro Nazionale del Ministero del Lavoro e delle Politiche Sociali. La WKSI è branch (diramazione) ufficiale della Japan Karatedo Federation Wado-Kai e della IKF – IKKAIDO, la federazione internazionale delle arti marziali per l’inclusione delle persone con disabilità.

## Attività

### Formazione
La WKSI è attiva a livello internazionale nel campo della formazione sportiva e marziale di praticanti e insegnanti di Karate e di altre discipline come Jujutsu, Kobudo e Difesa Personale. Promuove i Laboratori Wadokai, corsi aperti a tutti i praticanti di Wado-ryu dedicati al curriculum tecnico della JKF Wadokai e, alternativamente, al Kumite sportivo (regolamento Fijlkam/WKF) e ai kata da competizione.
Ogni anno la WKSI organizza il Wadokai Masters in Rome, una full-immersion formativa della durata di tre giorni che richiama partecipanti da tutto il mondo, in cui i grandi maestri del Wado-ryu internazionale sono invitati a condurre un seminario tecnico tradizionale.
La WKSI si occupa anche della promozione sociale e dell'inclusione attraverso la pratica sportiva e marziale, ed è partner dei progetti dell’Unione Europea nell'ambito dell'ERASMUS+: il progetto Deporte Inclusivo Europeo, e il progetto PRIME – Participation, Recreation and Inclusion through Martial Arts Education.

### Competizioni
Nel 2018 una selezione di atleti aderenti alla WKSI ha partecipato, in rappresentanza dell'Italia, al JKF Wadokai All Nations Championship a Leicester, Inghilterra, nel Regno Unito, ottenendo un oro nel Kumite Maschile Masters 50+, un argento nel Kata Femminile U14 e un bronzo nel Kumite Maschile Juniores.

## PRIME (Abili al Karate)
La WKSI ha partecipato come Main Partner e unico rappresentante per l'Italia all'iniziativa europea PRIME – Participation, Recreation and Inclusion through Martial Arts Education, in collaborazione con l'International Council of Sport Science and Physical Education (ICSSPE) e l'UNESCO. Abili al Karate è il progetto permanente della WKSI attraverso il quale vengono promosse, insegnate e praticate le linee guida redatte nel corso del progetto PRIME.
PRIME è un'iniziativa co-finanziata dal Programma dell’Unione europea ERASMUS+ per sviluppare un modello formativo destinato ai coach che vada a supporto della promozione della partecipazione delle persone disabili alle arti marziali. Il modello PRIME è il primo nel suo genere e si inserisce nel contesto del Quadro europeo delle qualifiche (EQF) e degli altri standard internazionali di merito, quali lo European Sport Coaching Framework.
Gli obiettivi di PRIME sono:
- Promuovere l’inclusione e l’accesso facilitato alle arti marziali per le persone disabili;
- Incrementare i livelli di fiducia in se stessi, di abilità fisica e di attività fisica tra le persone disabili in Europa, promuovendo una formazione di alta qualità per i coach di arti marziali;
- Allineare l’accreditamento formativo delle arti marziali a quegli standard internazionali che rappresentano una buona pratica;
- Supportare la divulgazione e l’applicazione della Carta dei Diritti Fondamentali dell’Ue, il Trattato sul funzionamento dell’Ue e la Convenzione delle Nazioni Unite sui diritti delle persone con disabilità, su ciò che riguarda lo sviluppo di politiche ed eventi a supporto della partecipazione delle persone disabili nello sport e nell’attività fisica;
- Gettare le basi di un primo quadro compatibile con il EQF per la formazione e l’accreditamento formativo delle arti marziali;
- Offrire un contesto diffuso per impegnare e accompagnare il sano sviluppo delle persone disabili;
- Consentire alle persone disabili di avere maggiore accesso all’auto-difesa grazie alla pratica delle arti marziali per reagire ai crimini violenti, tra cui violenza domestica, omicidio, aggressione, stupro e furto;
- Supportare i seguenti Obiettivi di Sviluppo Sostenibile: Salute e Benessere, Istruzione di qualità, Parità di genere, Ridurre le diseguaglianze, Pace, giustizia e istituzioni solide.[11]